# Централна Јава
Централна Јава (инд. Provinsi Jawa Tengah), једна је од 34 провинције Индонезије. Провинција се налази на острву Јава у централном делу Индонезије. Покрива укупну површину од 32.801 км² и има 32.382.657 становника (2010). 
Главни град је Семаранг.

## Демографија
Становништво чине: Јаванци (98%) и други. Вера је ислам, затим хришћанство, хиндуизам, будизам, те нешто традиционалних кајавена.
| 1971.      | 1980.      | 1990.      | 1995.      | 2000.      |
| ---------- | ---------- | ---------- | ---------- | ---------- |
| 21.877.136 | 25.372.889 | 28.520.643 | 29.653.266 | 31.228.940 |

## Галерија
- Планина Мербабу
- Будистички храм из 19. века